# Chiến tranh Bảy Năm
Chiến tranh Bảy Năm (1756–1763) là cuộc chiến xảy ra giữa hai liên quân gồm có Vương quốc Anh/Vương quốc Hannover (liên minh cá nhân), Vương quốc Phổ ở một phía và Pháp, Áo, Nga, Thụy Điển và Vương quốc Sachsen ở phía kia. Tây Ban Nha và Bồ Đào Nha sau này cũng bị cuốn vào chiến tranh, trong khi một lực lượng của nước trung lập Hà Lan bị tấn công tại Ấn Độ. Cũng như cuộc chiến tranh Kế vị Áo (1740 - 1748) trước đó, cuộc chiến tranh Bảy năm là cuộc chiến giữa vua Phổ - Friedrich II Đại Đế - và Nữ hoàng Áo Maria Theresia.
Nguyên nhân chính là tranh giành quyền lực và thuộc địa. Cụ thể, tất cả các nước tham chiến đều muốn mở rộng quyền lực của mình tại châu Âu, (đối với Anh và Pháp, thì còn có quyền lực tại Bắc Mỹ và Ấn Độ) (đối với Phổ và Áo thì còn là việc giải quyết các mâu thuẫn trong cuộc chiến tranh kế vị Áo trước đó).
Chiến tranh bắt đầu ở châu Âu năm 1756 với việc quân Pháp vây hãm Minorca thuộc Anh ở Địa Trung Hải và vua Friedrich II Đại Đế chinh phạt xứ Sachsen ở châu Âu lục địa. Mặc dù là chiến trường chính, các trận đánh đẫm máu ở châu Âu không mang lại thay đổi gì đáng kể so với tình trạng trước chiến tranh. Tuy nhiên, ý nghĩa của cuộc chiến tranh này là nhà vua nước Phổ đã giữ vững quyền kiểm soát tỉnh Silesia, Vương quốc Phổ trở thành một quốc gia hùng mạnh ở Bắc Đức.
Trong khi đó, kết quả cuộc chiến ở châu Á và châu Mỹ đã làm thay đổi sâu sắc những khu vực này trong giai đoạn sau đó. Những thỏa thuận trong Hiệp ước Paris 1763 kết thúc vị trí cường quốc thuộc địa của Pháp ở châu Mỹ. Pháp mất các vùng đất ở Bắc Mỹ về phía đông sông Mississippi và nhiều vùng khác ở Canada, cộng thêm các đảo ở Tây Ấn. Anh Quốc củng cố các vùng đất thuộc địa ở Ấn Độ và Bắc Mỹ, trở thành cường quốc thực dân hàng đầu thế giới.
Với quy mô toàn cầu, một số nhà sử học gọi Chiến tranh Bảy năm là cuộc "Chiến tranh thế giới lần đầu tiên". Từ 900.000 tới 1.400.000 người đã thiệt mạng trong cuộc chiến và nhiều thay đổi quan trọng với cán cân quyền lực cũng như phân bố lãnh thổ đã diễn ra.

## Tên gọi
Ở Canada, Pháp và Anh, Cuộc chiến Bảy Năm dùng để chi cuộc xung đột ở Bắc Mỹ, châu Âu và châu Á kéo dài bảy năm từ 1756 tới 1763. Tại Mỹ, khi chiến tranh bùng nổ năm 1754, cuộc chiến được gọi dưới tên Chiến tranh Pháp và người da đỏ Nhiều học giả và nhà sử học ở Mỹ, như Fred Anderson, không gọi như thế mà cũng sử dụng tên gọi Chiến tranh Bảy Năm. Ở Québec, cuộc chiến được gọi là La Guerre de la Conquête, có nghĩa là Chiến tranh chinh phạt. Ở Ấn Độ, đó là Chiến tranh Carnatic lần thứ ba. Cuộc chiến giữa riêng Phổ và Áo được gọi là Chiến tranh Silesia lần thứ ba.
Winston Churchill gọi đây là cuộc "Chiến tranh thế giới lần đầu tiên", bởi nó là xung đột vũ trang đầu tiên của con người diễn ra trên quy mô toàn cầu, dù chiến trường chính là châu Âu và một số vùng đất thuộc địa. Do một phần cuộc chiến là cuộc đối đầu giữa Anh và Pháp, Chiến tranh Bảy Năm cũng là phần quan trọng nhất của Chiến tranh Trăm Năm lần thứ hai vào thế kỷ XVIII.

## Bối cảnh

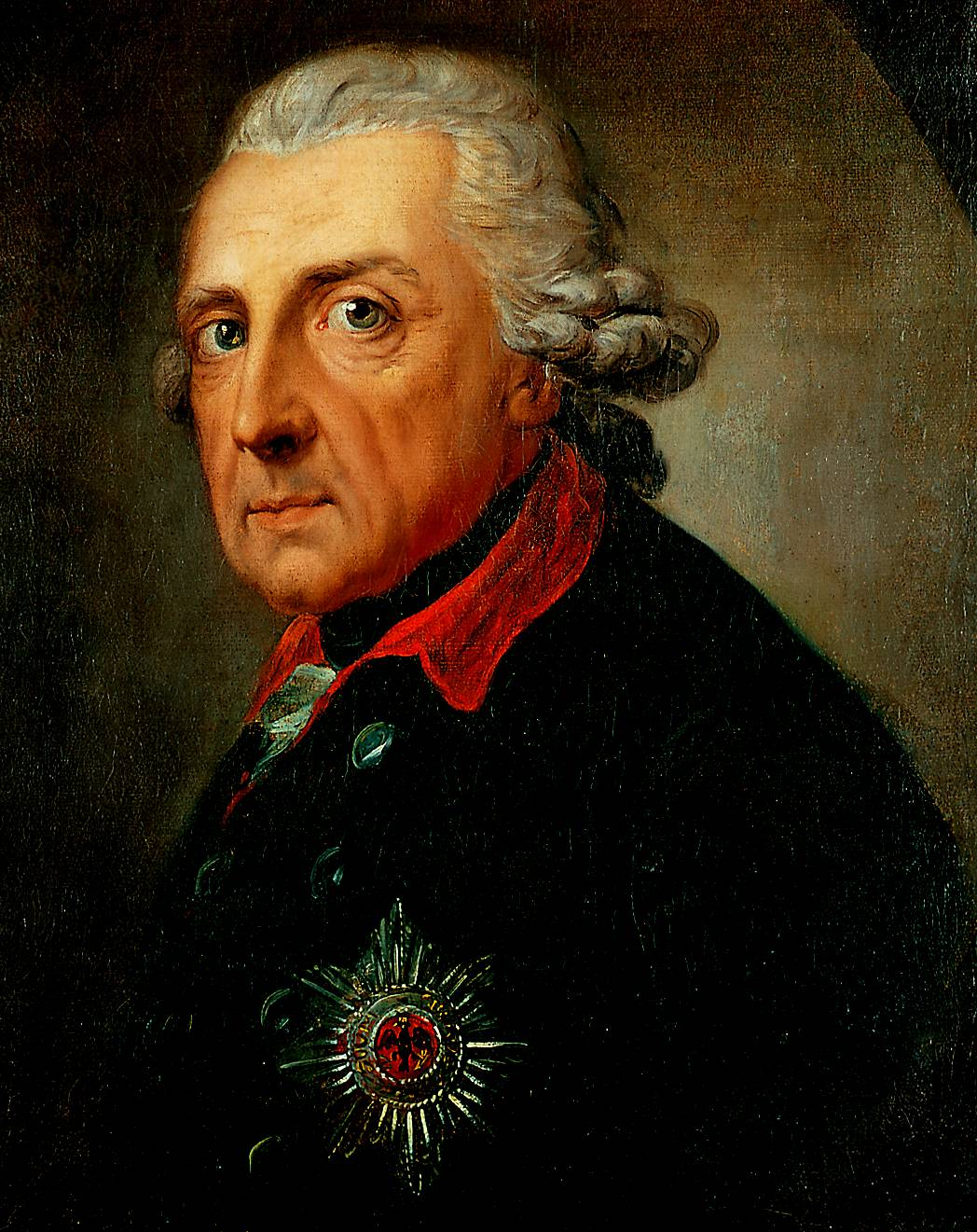
Vua nước Phổ Friedrich II Đại Đế (1712 - 1786).

Cuộc chiến thường được cho là tiếp nối của Chiến tranh Kế vị Áo kéo dài từ 1740 đến 1748, trong đó vua nước Phổ là Friedrich II, hay Frederick Đại đế, giành được tỉnh giàu có Silesia từ Áo. Nữ hoàng Maria Theresa của Áo ký Hiệp ước Aix-la-Chapelle (1748) chỉ để hoãn binh và có thêm thời gian xây dựng lực lượng và liên minh mới. Bản đồ chính trị châu Âu được vẽ lại chỉ trong vài năm sau khi Áo chấm dứt mối liên minh kéo dài 25 năm với Anh. Trong cuộc Cách mạng Ngoại giao năm 1756, những kẻ thù hàng thế kỷ của nhau, Pháp, Áo và Nga, bắt tay thành lập một liên minh chống Phổ.
Quân đội Áo tỏ ra hoàn toàn lép vế so với hệ thống quân sự của nước Phổ trong cuộc chiến trước đó. Maria Theresa, với kiến thức quân sự có thể làm nhiều vị tướng của bà phải hổ thẹn, đã thúc đẩy không ngừng nghỉ việc cải cách quân đội. Bà đặc biệt nhấn mạnh phúc lợi cho binh lính, điều giúp bà giành được sự ủng hộ chắc chắn từ quân đội. Quân Áo đã hứng chịu những thất bại quân sự thảm hại trước quân Phổ trong cuộc chiến 1740-1748 và rất không hài lòng vì những hỗ trợ hết sức dè dặt và hạn chế từ đồng minh Anh. Họ quay sang phía Pháp như đồng minh duy nhất có thể giúp Áo lấy lại vùng Silesia và ngăn chặn sự bành trướng của Vương quốc Phổ.
Nguyên nhân thứ hai dẫn đến chiến tranh là cuộc tranh giành thuộc địa ngày càng trở nên gay gắt giữa Anh và Pháp ở hai lục địa châu Á và Bắc Mỹ. Công cuộc xâm lấn thuộc địa của hai cường quốc thực dân này gặp nhau ở Ohio, nơi mà cả hai đều coi là vị trí chiến lược trong việc bành trướng ở Bắc Mỹ. Trên thực tế, chiến tranh đã diễn ra từ năm 1754 giữa Anh và Pháp trên đất Mỹ, dù ở châu Âu tình trạng hòa bình mong manh vẫn được duy trì.

## Mặt trận châu Âu
Trên mặt trận châu Âu, trong những năm đầu Quân đội Phổ đại thắng. Dù Quốc vương Frieidrich II Đại Đế bị bao vây dữ dội, ông hành quân cùng quân nhu một cách tài tình đến đánh từng đội quân một của liên quân chống Phổ, tiêu diệt mọi hiểm họa. Tuy nhiên, vào năm 1759, ông chịu áp lực nặng nề ở khắp nơi trên toàn Vương quốc Phổ và phải chịu một số thất bại. Bên cạnh đó, liên quân chống Phổ cũng chịu tổn thất nặng nề. Khi nước Phổ không còn bị đe dọa ở phía Đông nữa, ông tiếp tục giành thắng lợi trong vài trận đánh cuối cùng ở phía Tây và ông giữ vững được tỉnh Silesia.

### Năm 1756
Khi vua Phổ Friedrich II Đại Đế đánh quân Sachsen tại Pirna, vào ngày 1 tháng 10 năm 1756, ông kéo 24.000 quân Phổ tấn công đội quân Áo đông đảo hơn của Thống chế Brown. Khi ấy, Thống chế Browne đang kéo quân đến cứu vãn xứ Sachsen, và ông ta phải rút quân sau một trận đánh khốc liệt tại Lobositz, Quân đội Phổ giành chiến thắng. Cả hai phe đều mất khoảng 3.000 binh sĩ. Tuy nhiên, chiến thắng này có ý nghĩa lớn lao đối với nhà vua nước Phổ, 17.000 quân Sachsen và 80 hỏa pháo đầu hàng Quân đội Phổ.

### Năm 1757
Tuy nhiên, trước năm 1757 chiến tranh chưa chính thức bắt đầu. Vào ngày 17 tháng 1 năm 1757, nữ hoàng Áo là Maria Theresia tuyên chiến với Đại đế Friedrich II. Từ xứ Sachsen, ông bèn xua quân chinh phạt xứ Bohemia vào tháng 4 năm 1757, nhằm "phát động một chiến dịch quyết định diệt sạch Quân đội Áo và khiến họ không có khả năng tham gia chiến tranh nữa". Cùng năm đó, quân Phổ đánh bại quân Áo tại Reichenbach, và quân Pháp xâm lược xứ Westphalia. Vua Friedrich II Đại Đế thân chinh thống lĩnh Quân đội Phổ tiến đánh Vương công Charles xứ Lorraine và Thống chế Browne - những tướng Áo đang phòng thủ kiên cố trên núi Moldau trước kinh thành Praha.
Và, ông tấn công Vương công Charles tại thành Praha vào ngày 6 tháng 5 năm 1757. Trận chiến khốc liệt diễn ra từ 9 giờ sáng đến 8 giờ tối, đã đem lại chiến thắng cho Quân đội Phổ, cùng 4.500 tù binh Áo. Thống chế Browne - thống lĩnh đạo quân tiếp viện cho Quân đội Áo - bại trận tử vong. Sau chiến thắng đó, vào ngày 29 tháng 5, Quân đội Phổ bắn phá kinh thành Praha. Nhưng đến ngày 18 tháng 6 cùng năm, 30.000 quân Phổ của Đại Đế Friedrich II bị 50.000 quân Áo đập tan tác tại Kolin, mất 14.000 binh sĩ. Trong trận chiến này Quốc vương đã sáu lần thúc dục quân sĩ tiến công, và khi họ rút lui, ông quát tháo:
| “                  | Hỡi ba quân, các Ngươi muốn sống hay chết thế? | ” |
| — Friedrich Đại đế |                                                |   |

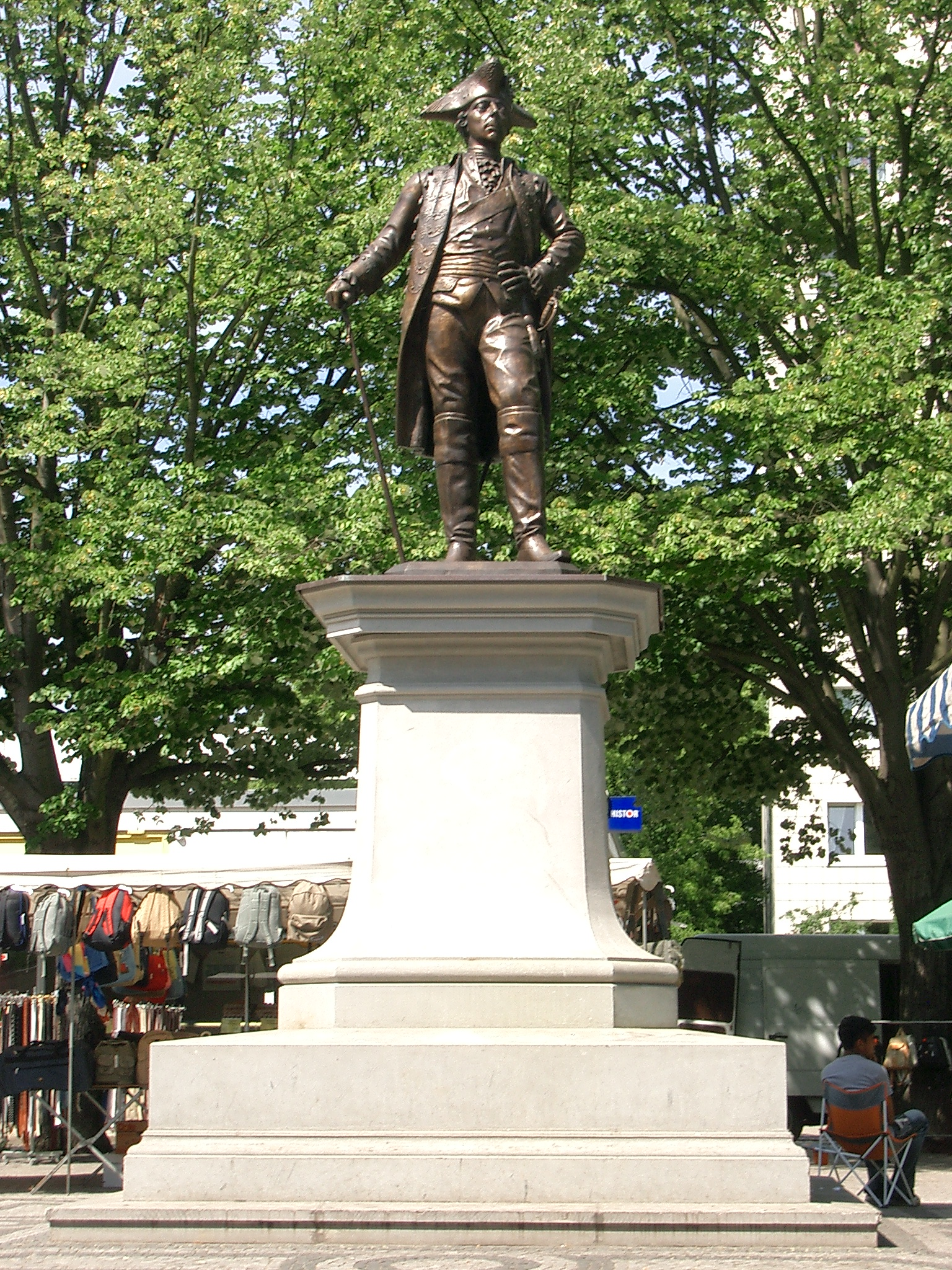
Đài kỷ niệm Đại đế Friedrich II tại Friedrichshagen.

Và ông đã tập hợp với Quân đội Phổ để thân chinh chém giặc. Ông nhanh chóng tiến đến, nhưng một người Anh khuyên ông: "Muôn tâu Thánh Thượng, chẳng lẽ Người muốn đơn thương độc mã lao vào đâm chém đạo quân kia sao?", do đó ông rút lui. Trong cuộc chiến năm 1757, một trung thần quả cảm của nhà vua là Schwerin tử trận; ông đã chú ý đến Friedrich Wilhelm Freiherr von Seydlitz (1721 – 1773), do vị tướng ấy khéo léo và quả quyết trong việc chỉ huy Kỵ binh Phổ. Sau trận chiến này, ông phong von Seydlitz làm Trung tướng. Còn tướng chỉ huy quân cánh trái là Vương công Moritz xứ Anhalt-Dessau - từng lập chiến công tại Hohenfriedberg - thì bị thất sủng. Sau chiến bại tại Kolin, Quân đội Phổ không còn đủ sức để tiếp tục cuộc vây hãm thành Praha, khiến nhà vua mất hết những gì mà ông chiếm được trước đó, phải rút khỏi xứ Bohemia và tiến về tỉnh Silesia. Đêm sau trận, ông đau buồn ngồi trước một con suối, và dùng gậy vẽ hình người trên bãi cát. Thậm chí, nhà vua còn phải nghe một tin hết sức đau buồn: Thái hậu Sophia Dorothea qua đời.
Nữ hoàng Nga là Elizaveta Petrovna đứng về phe đối lập với Friedrich II Đại đế. Bà lo sợ ông sẽ tranh giành Ba Lan với nước Nga, theo ghi nhận của nhà ngoại giao C. Hanbury Williams (người Anh), "vị Nữ hoàng khó có thể giấu giếm sự căm ghét của bà đối với Quốc vương Phổ, vì bà nổi nóng trong mọi phút". Thủ tướng Chính phủ Nga cho rằng nước Phổ là "kẻ thù nguy hiểm nhất trong các nước láng giềng, Nga hoàng cần phải tiêu diệt đế chế này". Nữ hoàng Elizaveta cũng nói:
| “                    | Quốc vương Phổ là một ông vua tồi tệ. Ông ta không tin vào sự phù hộ của Chúa, ông ta đùa cợt với Thần thánh, và ông ta không hề đi lễ nhà thờ. | ” |
| — Elizaveta Petrovna | |   |

Vào ngày 17 tháng 5 năm 1757 85.000 quân Nga tiến đánh vùng Königsberg. Dưới sự chỉ huy của Bá tước William Fermor, Quân đội Nga đã đánh chiếm vùng Memel ở Đông Phổ. Vào ngày 30 tháng 8 năm đó, Thống chế Hans von Lehwaldt xua 25.000 quân Phổ tấn công quân Nga tại Gross-Jägersdorf, và bị 55.000 quân Nga của Thống soái Stepan Fyodorovich Apraksin đập tan, nhưng sau đó quân Nga rút lui do Apraksin không biết phát huy lợi thế. Lúc bấy giờ, Nga hoàng Elizaveta Petrovna đã già yếu, Apraksin lại không muốn làm mất lòng vị vua tương lai của nước Nga là Pyotr III bằng việc chạm trán với Friedrich II - người anh hùng của Pyotr III. Hơn nữa, quân Nga cũng chịu tổn thất nặng nề trong trận đánh với quân Phổ, và quân lương của quân Nga cũng trở nên hỗn loạn. Dù sao thì thất bại của Quân đội Phổ tại Gross-Jägersdorf đã lôi kéo Vương quốc Thuỵ Điển vào tham chiến.
Vào ngày 7 tháng 9 cùng năm, một sủng thần của vua Phổ là Winterfield bị đột kích và giết chết tại Moys. Tuy vậy, nhà vua nước Phổ vẫn giữ một cái đầu lạnh. Có một sự thật rằng những đạo quân đối thủ của ông tỏ ra chậm chạp trong việc phát huy lợi thế của phe mình. Từ ngày 12 đến ngaỳ 24 tháng 10 năm 1757, Quân đội Phổ còn phải đương đầu với cuộc tiến công thành Berlin của tướng Haidik và Quân đội Áo. Vào ngày 5 tháng 11 năm 1757, vua Friedrich II Đại Đế thân chinh cùng 30.000 quân Phổ phải đối mặt với 80.000 quân Áo và Pháp do Thống chế Soubise chỉ huy trong trận Rossbach. Liên quân Áo - Pháp tấn công nhà vua trên đỉnh núi Rossbach. Tuy nhiên, lực lượng Kỵ binh Phổ do Seidlitz chỉ huy phản công quân Áo, đẩy địch vào hỗn loạn, rồi lực lượng Bộ binh Phổ thừa thắng xông lên đập tan tác quân Áo, với tổn thất của liên quân là 4.000 binh sĩ tử trận hoặc thương vong, 7.000 binh sĩ bị bắt, trong số đó có 11 tướng lĩnh và 63 hỏa pháo, bị Quân đội Phổ chiếm lĩnh. Quân đội Phổ chỉ tổn thất 3.000 binh sĩ.
Vào ngày 5 tháng 12 năm 1757, Quốc vương Friedrich II Đại Đế thống lĩnh 33.000 quân Phổ đánh trận Leuthen với 90.000 quân Áo do Vương công Charles xứ Lorraine và Bá tước Daun cầm đầu. Ông đánh nghi binh vào cánh phải của quân Áo, sau đó, ông nhờ vào địa hình của vùng Leuthen mà rút quân chính quy, và tấn công quyết liệt vào cánh trái của quân Áo, đẩy lui quân cánh trái của đối phương. Quân cánh trái của Áo đã bị tiêu diệt hoàn toàn trong một cuộc tấn công của lực lượng Kỵ binh Phổ. Quân Áo tổn thất đến 7.000 binh sĩ (trận vong hoặc bị thương), 20.000 tù binh (trong số đó có ba viên tướng lĩnh), và 134 khẩu đại pháo. 5.000 binh sĩ Phổ tử trận hoặc bị thương. Sau chiến thắng này, Quốc vương Phổ mang 18.000 quân tái chiếm Breslau vào ngày 10 tháng 12 năm 1757.

### Năm 1758

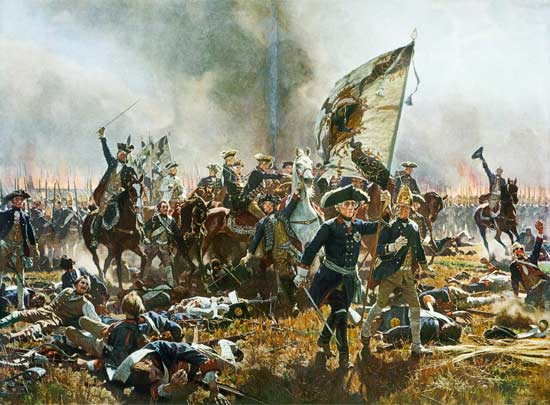
Trận Zorndorf (1758), một trong những chiến thắng lẫy lừng nhất của vua Friedrich II Đại Đế.

Vào năm 1758, Quốc vương Friedrich II Đại Đế đã gặt hái nhiều chiến công từ năm trước, nên trở nên tự tin hơn. Ông tiến đánh xứ Moravia, để đánh đuổi quân Áo ra khỏi bờ cõi Silesia. Tuy nhiên, ông thất bại. Quân đội Áo giữ được Olmütz, và do họ học được bài học từ chiến bại của họ tại Leuthen, họ không tiến hành một cuộc phản công quyết định. Họ chỉ đẩy lui cuộc tấn công bằng cách đánh lừa các cánh quân của ông. Quân đội Phổ phải rút quân về xứ Bohemia, sau đó kéo nhau về tỉnh Silesia.
Trong lúc đó, Quân đội Nga là mối đe dọa nghiêm trọng nhất đối với nền quân chủ Phổ thời bấy giờ. Quân Nga chiếm được xứ Đông Phổ không được phòng thủ, sau đó tiến hành vây hãm Custria gần kinh thành Berlin. Với một số Trung đoàn hùng mạnh nhất của ông, Quốc vương Friedrich II Đại Đế kéo quân về phương Bắc. Vào ngày 25 tháng 8 năm 1758, trận Zorndorf giữa ra giữa 52.000 quân Nga do Fermor chỉ huy và 30.000 quân Phổ do vua Friedrich II Đại Đế thân chinh thống lĩnh. Ông tiến hành tấn công các chiến hào của quân Nga, và đánh đuổi quân Nga ra khỏi đây. Trận Zorndorf là trận đánh khốc liệt nhất trong cuộc chiến tranh Bảy năm, Quân đội Nga đã chiến đấu anh dũng dù thất bại thảm hại. Với tổn thất đến 21.000 binh sĩ, quân Nga buộc phải rút quân khỏi trận địa, và chấm dứt cuộc tiến công của họ. Vua Friedrich II Đại Đế giành chiến thắng, Quân đội Phổ mất khoảng 11.000 binh sĩ. Cũng như trận thắng vang dội tại Rossbach năm trước, ông giành chiến thắng lừng lẫy tại Zorndorf là nhờ sự phò tá đắc lực của hai viên chỉ huy Kỵ binh Phổ kiệt xuất là Friedrich Wilhelm von Seydlitz và Hans Joachim von Zieten.
Ở phương Bắc, các tướng Phổ đã đánh tan tác các cuộc tấn công của liên quân Nga - Thụy Điển. Quân Nga rút khỏi pháo đài Kolberg và rút về sông Vistula. Vào ngày 23 tháng 6 năm 1758, 32.000 liên quân Hannover - Hessen - Braunschweig do Công tước Ferdinand xứ Braunschweig, đánh trận Crefeld với 50.000 quân Pháp của Tử tước Clermont. Quân đội Hannover giành chiến thắng oanh liệt và gây tổn thất nặng nề cho quân Pháp.

### Năm 1759

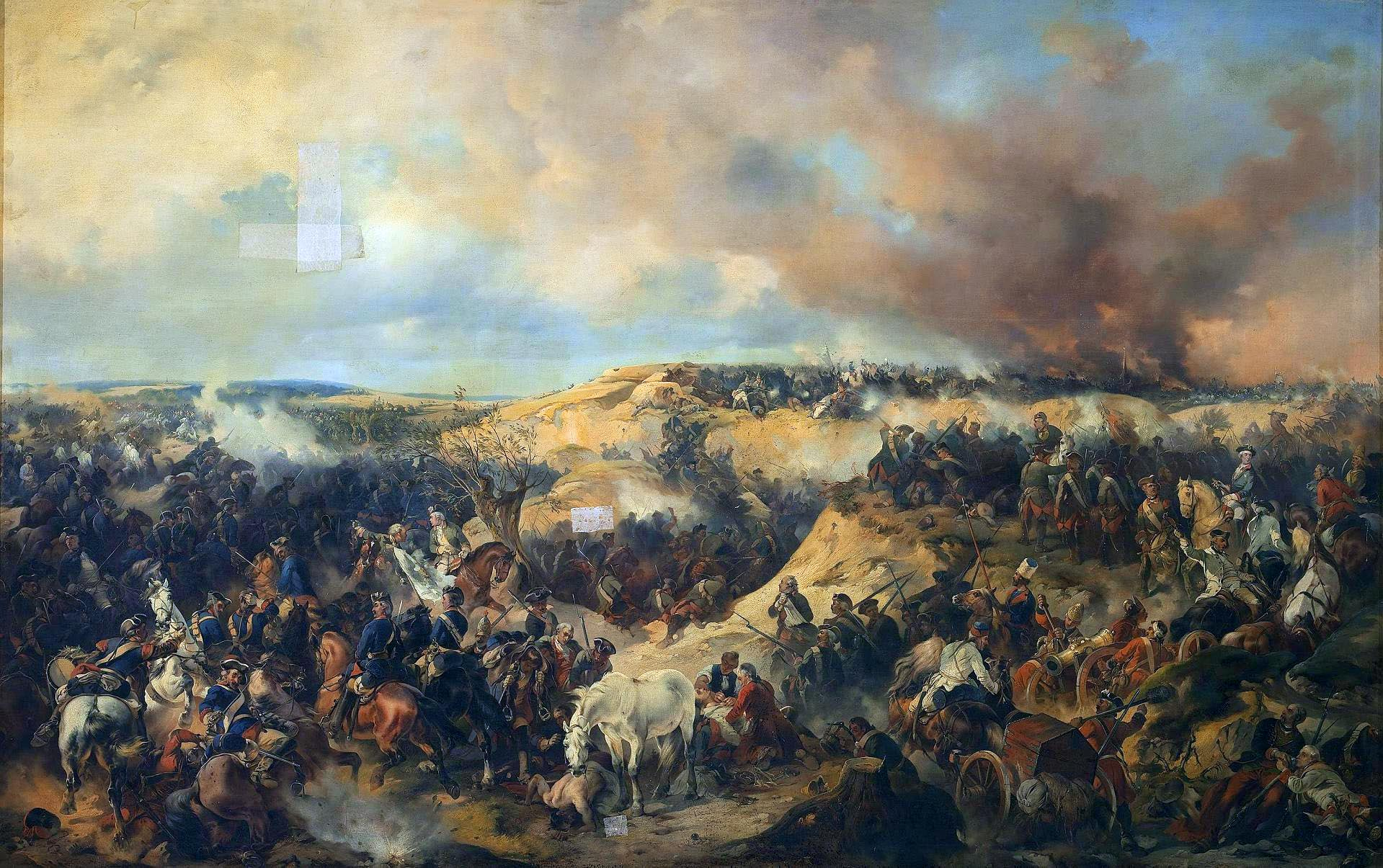
Trận Kunersdorf (1759), chiến bại thảm hại nhất của vua Friedrich II Đại Đế.

Cuộc chiến năm 1759 có lẽ là thảm họa kinh khủng nhất trong suốt cuộc đời của Quốc vương Friedrich II Đại Đế, nhưng cũng qua chiến dịch này mà ông ta giữ vững Vương hiệu "Đại Đế". Vào ngày 13 tháng 4 năm 1749, Công tước Ferdinand xứ Braunschweig bị quân Pháp của Công tước Broglio đánh bại trong trận Bergen. Không những thế, tại lãnh địa Brandenburg, đạo quân Phổ của tướng Wedel chịu thất baị thảm hại trước quân Nga trong trận Züllichau vào ngày 23 tháng 7 năm 1759. Vào ngày 12 tháng 8 năm 1759, quân Phổ đánh liên quân Nga - Áo trong trận Kunersdorf, một trong những trận đánh khốc liệt nhất trong thời kỳ cận đại. Quân Phổ thất bại và chịu tổn thất nặng nề, liên quân chống Phổ giành chiến thắng kiểu Pyrros.
Tuy nhiên, trong tình cảnh ấy, không có một dân tộc hay một người nào khác ngoài Quốc vương Friedrich II Đại Đế và dân tộc Phổ có thể phục hồi lại sau trận thảm bại. Do quân Nga và quân Áo cũng chịu tổn thất rất nặng nề, họ không đánh nữa, và nhà vua nước Phổ có thời gian để tái xây dựng lực lượng. Thế nhưng, với những trận chiến sau đó, tình hình vẫn chưa nghiêng về lợi thế cho nước Phổ.
Thậm chí vào ngày 10 tháng 9 cùng năm, trong trận hải chiến Newarp (Stettiner Haff), Hải quân Thuỵ Điển phá hủy một đội tàu nhỏ của người Phổ. Sau đó, ngày 25 tháng 9 năm ấy, quân Phổ của Hoàng tử Heinrich đánh tan quân Áo của tướng Wehla trong trận chiến Hoyerswerda, tiêu diệt 600 binh sĩ đối phương. Nhưng 14.000 quân Phổ dưới sự chỉ huy của Frederick Augustus Finck - một tướng giỏi của nhà vua - lại bị quân Áo đánh bại trong trận Maxen vào ngày 20 tháng 11 năm 1759.

### Năm 1760
Tuy lâm vào tình thế khó khăn nhưng Quốc vương Friedrich II Đại Đế xuất quân đánh tan tác liên quân Nga - Áo trong trận Liegnitz (1760). Sau đó, ông lại đánh bại quân Áo trong trận Torgau.

### Năm 1761
Vào năm 1761, lực lượng Hải quân của Vương quốc Phổ đã được tái xây dựng. Trên đường bộ, người Thụy Điển cho 15.000 quân tiến đánh nước Phổ, và bị chặn đứng bởi đội kỵ binh nhẹ của viên Sĩ quan Wilhelm Sebastian von Belling cùng lực lượng dân quân tỉnh Pomerania. Quân đội Áo đã đẩy lùi Quân đội Phổ của Hoàng tử Friedrich Heinrich Ludwig ra khỏi vùng Freiberg trên dòng sông Mulde. Song, ông đã giành thắng lợi giữ vững xứ Sachsen trong tay Quân đội Phổ, không để xứ Sachsen rơi vào tay của Thống chế Daun. Trong lúc đó, bước tiến công của quân Pháp do Broglie chỉ huy đã bị Công tước Ferdinand xứ Braunschweig đánh lui, đánh đuổi quân Pháp ra khỏi xứ Hannover. Vào năm 1761, vua Friedrich II Đại Đế vẫn chặn đứng được liên quân đông đảo hơn hẳn, nhờ vào thiên tài quân sự của ông. Trong cuộc chiến năm 1761, ông không đánh một trận lớn nào cả. Tuy nhiên, nước Phổ gặp không ít khó khăn trong cuộc chiến vào năm 1761. Cuối cùng, nước Phổ đã đứng trước nguy cơ thất bại.
Sau vài lần bị Quân đội Phổ đẩy lui, vào tháng 12 năm 1761, liên quân Nga - Thụy Điển do Zakhar Grigoryevich Chernyshov và Pyotr Aleksandrovich Rumyantsev-Zadunaisky chỉ huy chiếm được Kolberg (Pomerania) - một pháo đài quan trọng của Quân đội Phổ trên vùng biển Baltic, đồng thời quân Áo đánh chiếm Schweidnitz. Như vậy là quân Phổ đã mất pháo đài cuối cùng của họ trên biển này. Trong khi Quân đội Áo đã có thể nghỉ đông tại Silesia và miền Tây Sachsen, Quân đội Nga cũng có thể nghỉ đông tại vùng Pomerania. Tuy nhiên, quân Nga thất bại trong việc đánh chiếm Stettin, còn quân Thụy Điển cũng bị quân Phổ của Đại tá Belling đánh bại. Vào năm 1762, nước Anh đánh Tây Ban Nha, vì vậy họ phải cắt giảm quân số hỗ trợ Phổ để tập trung vào việc đánh quân Tây Ban Nha.
Không những thế, do Thủ tướng Anh William Pitt Già mất chức vào tháng 10 năm 1761, nước Phổ không thể nhận được viện trợ của Anh Quốc nữa, nên tài nguyên và nhân lực của nước Phổ đều kiệt quệ. Tình hình nước Phổ nguy kịch đến mức vua Friedrich II Đại Đế đã nghĩ đến chuyện hoặc là nhận lấy cái chết anh dũng của nhà chính trị Cato Trẻ thời La Mã cổ đại với bình thuốc độc của ông, hoặc là làm theo những lời răn dạy của lãnh tụ Julius Caesar, cố gắng chiến đấu cho thật tốt. Ông có nói:
| “                     | Vốn đã hiến dâng tuổi trẻ cho phụ vương của Trẫm, và năng lực của Trẫm cho Quốc gia, Trẫm nghĩ, Trẫm có quyền làm tùy tiện với tuổi già của mình theo mong muốn. | ” |
| — Friedrich II Đại Đế | |   |

### Toàn dân Phổ cùng vùng lên chiến đấu
Nhưng, toàn dân Phổ không hề tuyệt vọng. Họ trở nên kính trọng vị Quốc Vương của họ, trong hoàn cảnh khó khăn như thế, họ nhiệt liệt hỗ trợ và hoan nghênh ông, thể hiện rõ rệt niềm tin cậy của họ đối với ông. Tầng lớp thanh niên mọi giai cấp, với lòng yêu nước nồng nàn và lòng trung thành tận tụy đối với ông, họ đều nhập ngũ dưới ngọn cờ của vị Quân vương anh dũng. Không những thế, ông đã nhận thấy sức mạnh của đức tin Ki-tô giáo. Những vị tướng theo Ki-tô giáo của ông, Ziethen - lấy cảm hứng từ lòng yêu nước của một người theo Tin Lành được thức tỉnh là Zinzendorf ở vùng Moravia, Spener, Franke thẳng thắn can gián nhà vua, họ cho rằng tự sát là một hành vi trái ngược với đức tin Ki-tô giáo.
Trong khi vị Quốc vương vĩ đại thường tuyệt vọng, các vị tướng sùng đạo của ông đã dẫn dắt ông trên con đường đúng đắn, nhờ vào lòng tin của họ vào Thiên Chúa - "Người sẽ bảo vệ và giữ vững nước Phổ - thành lũy của đức tin Kháng Cách, chính nghĩa của Đức Chúa và Phúc Âm". Ở các xứ đạo, những mục sư Tin Lành cũng hợp tác với nhau, kêu gọi muôn dân hết lòng vì Tổ quốc, và giữ vững tỉnh thần dân tộc Phổ. Xưa vị vua thiên tài đã động viên tinh thần của nhân dân Phổ, nay nhân dân Phổ động viên tinh thần của ông. Rõ ràng, chừng nào Quân đội Phổ vẫn còn tiếp tục chiến đấu, lại còn trở nên vững mạnh bởi sự tham chiến của toàn dân Phổ, cả Quốc vương và Quân đội Phổ vẫn có thể thách thức quân xâm lược: Quốc vương, Quân đội và Nhân dân hợp nhất vô cùng chặt chẽ không thể nào rời ra, tất cả đều bị đe dọa bởi sự suy sụp của Vương quốc Phổ; nếu chuyện này là không thể tránh khỏi, tất cả mọi người Phổ nhất định phải nhận lấy nó trong niềm vinh quang. Bản thân ông cũng nói tiếp:
| “                     | Nếu Trẫm thấy thời cơ mỏng manh nhất để giành chiến thắng, Trẫm sẽ cố gắng dồn hết mọi năng lực của mình vào việc dẹp giặc. Trẫm sẽ trở nên hèn hạ, nếu tuyệt vọng mà chẳng có lý do chính đáng! | ” |
| — Friedrich II Đại Đế | |   |

### Năm 1762

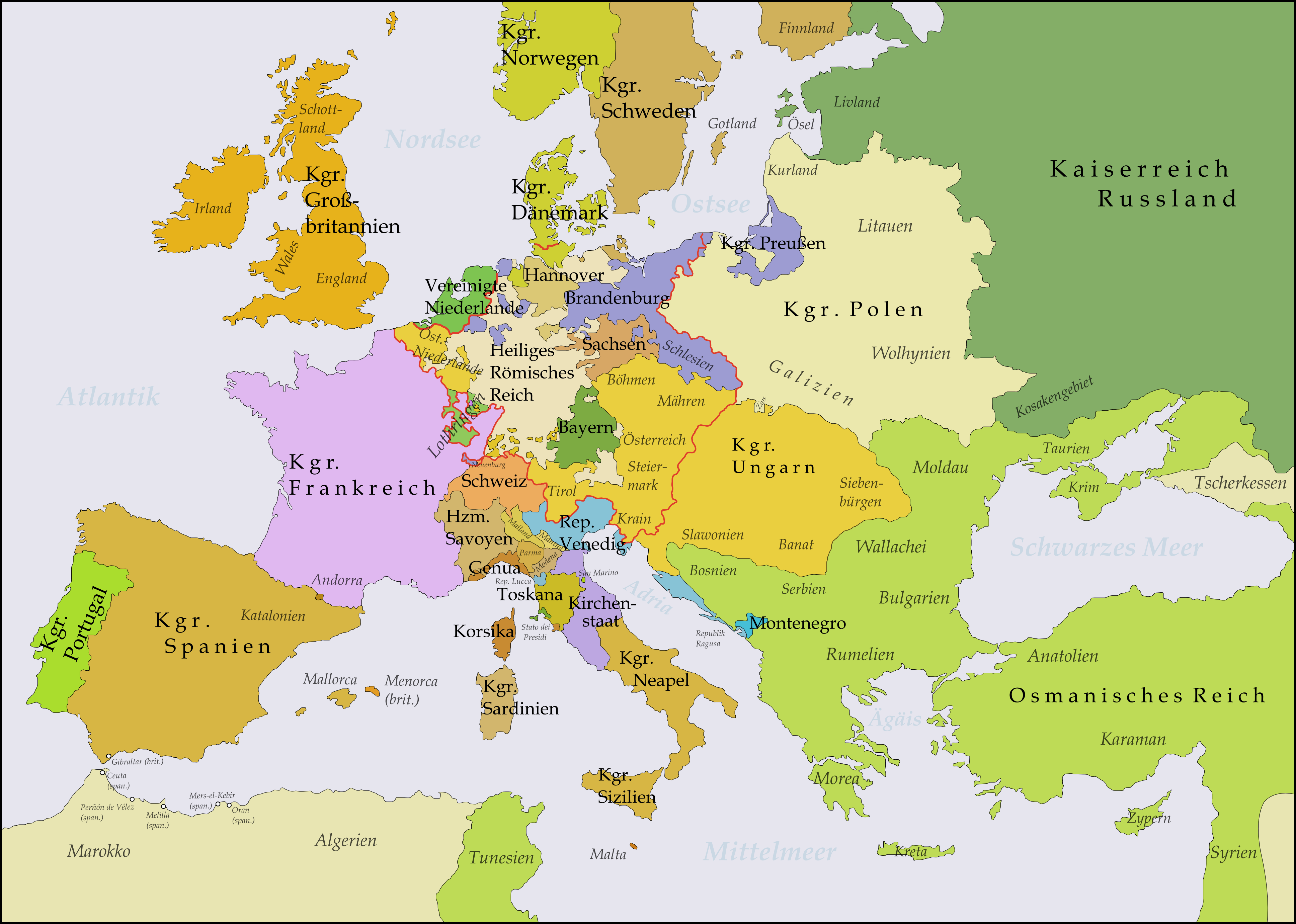
Âu châu trong thời kỳ chiến tranh 7 năm

Trong lúc đó, toàn bộ liên quân chống Phổ đều kiệt quệ cả, mệt mỏi vì chiến tranh và suy sụp kinh tế, vì thế họ vẫn không thể diệt nổi nước Phổ. Nước Nga mất vô số nhân lực và tiền của, nước Pháp ngày càng lâm vào tình cảnh hấp hối trong khi Nữ hoàng Áo là Maria Theresia phải sa thải 20.000 binh sĩ vì họ đòi tiền. Tình hình chính trị và quân sự châu Âu trở nên bế tắc, nước Áo gặp những khó khăn về tài chính, nước Nga mệt mỏi với cuộc chiến tranh, nước Thụy Điển còn chuẩn bị rút khỏi cuộc chiến tranh, trong khi Đế quốc Ottoman - Thổ Nhĩ Kỳ tỏ ra lạnh lùng với nước Pháp. Với ý chí quyết đấu và tài năng tổ chức bộ máy Nhà nước - vốn là một trong những tài năng vĩ đại nhất của ông, nhà vua nước Phổ đã tăng gấp đôi quân số của mình. Vào năm 1762, trong lúc liên quân kiệt quệ, Nữ hoàng Nga Elizaveta Petrovna qua đời, Nga hoàng Pyotr III lên kế ngôi vua. Cuộc chiến tranh Bảy năm là một cuộc chiến tranh tốn kém của nước Nga; người ta nói ông vô cùng ngưỡng mộ vua Friedrich II Đại Đế, và do đó ông đã ký kết Hiệp định Sankt-Peterburg vào ngày 15 tháng 5 năm 1762 - một chuyển biến lớn lao được xem là "Phép lạ của Nhà Brandenburg". Ông đã trả lại đất đai cho nhà vua nước Phổ, lại còn "biếu" cho Quân đội Phổ một quân đoàn của Quân đội Nga. Theo chân nước Nga, Vương quốc Thụy Điển cũng ký kết Hòa ước Hamburg vào ngày 22 tháng 5 năm 1762 với Vương quốc Phổ.
Sau khi liên quân chống Phổ đều kiệt quệ và Đế quốc Nga và Vương quốc Thuỵ Điển ký hoà ước với Đại đế Friedrich II, ông đã mở ra chiến dịch năm 1762 và tập trung vào việc đánh bại quân Áo và quân Pháp. Giờ đây, Tướng Zakhar Grigoryevich Chernyshov cùng một đạo quân Nga - từng sát cánh với Thống chế Áo Ernst Gideon von Laudon trước kia - đứng về phe nhà vua Phổ. Quân Anh và quân Phổ đã giành được lợi thế trong cuộc chiến tranh Bảy năm. Trên mặt trận miền Tây, Thống chế - Công tước Ferdinand vùng Braunschweig vẫn duy trì được sự huy hoàng của Vương quốc Phổ. Vào ngày 24 tháng 6 năm 1762, Công tước Ferdinand thống lĩnh quân Phổ cùng liên quân Anh-Hannover-Braunschweig-Hessen đánh thắng quân Pháp của Vương công Charles Rohan xứ Soubise và Duc D'Estrées trong trận chiến Wilhelmstahl, chỉ tổn thất 707 binh sĩ.
Vào ngày 9 tháng 7 năm 1762, Nga hoàng Pyotr III bị Hoàng hậu Ekaterina là vợ ông lật đổ. Tuy nhiên, Nữ hoàng Nga mới là Ekaterina II Đại Đế chỉ đề nghị rút đạo quân Nga đang hỗ trợ vua Phổ về nước, chứ vẫn đề cao nền hòa bình. Sở dĩ bà giữ vững nền hòa bình mà hai vua Pyotr III và Friedrich II Đại Đế đã thiết lập là do ngân khố quốc gia Nga đã trống rỗng, và quân sĩ Nga chưa được trả tiền công. Mặc dù có đồng minh, nhà vua nước Phổ bỏ thêm tiền vào ngân khố qua việc cướp phá tàn bạo các xứ Mecklenburg và Sachsen đang bị Quân đội Phổ chiếm đóng; không những thế, ông còn thực hiện một chính sách gây lạm phát cũng tàn nhẫn không kém, làm giảm giá đáng kể đồng tiền. Chính sách này của ông được những thương nhân người Do Thái hỗ trợ. Nhà vua nước Phổ vẫn tiếp tục đập tan tác liên quân Áo - Pháp trong một loạt trận chiến sau đó, với những chiến thắng lừng lẫy nhất là cuộc tái chiếm thành Schweidnitz và giữa vững được vùng Silesia phía Bắc thành Glatz. Trên mặt trận phía Tây, Công tước Ferdinand xứ Braunschweig vẫn đánh bại quân Pháp như các chiến dịch trước, vai trò của ông chỉ là phòng thủ và ông đã thể hiện tài năng xuất chúng. Không những thế, Hoàng tử Heinrich cũng xuất quân đánh tan tác Quân đội Đế quốc La Mã Thần thánh trong trận Freiberg vào ngày 29 tháng 10 năm 1762. Không những toàn thắng tại xứ Sachsen, vị vua năng nổ Friedrich II Đại Đế đẩy lui quân Áo đến tận bức tường thành Praha, xứ Bohemia. Nhưng vậy, liên quân chống Phổ đã hoàn toàn thất bại và không thể chống nổi sự chống trả của nhà vua và toàn quân Phổ nữa. Trong thời gian đó, quân Thổ Nhĩ Kỳ cũng hỗ trợ ông: họ mở đầu cuộc chinh phạt xứ Hungary. Quân đội Thổ Nhĩ Kỳ đã kéo đến sông Danube và thắng lợi.
Dù Đại Đế Friedrich II đã dè bẹp quân Pháp tại Rossbach (1757), hai nước Pháp - Phổ chưa hề tuyên chiến với nhau; do đó, vua Louis XV ngừng bắn trên thực tế với nhà vua nước Phổ, thay vì ký kết hòa ước với ông. Vua Pháp phải trả cho vua Phổ những vùng đất bị quân Pháp chiếm đóng bên sông Rhein: Cleves, Gelders và Mörs. Vào ngày 3 tháng 2 năm 1763, Hòa ước Paris được ký kết, chấm dứt cuộc chiến tranh Anh-Pháp. Mất đồng minh, nước Áo tuyệt vọng, với ngân khố đã kiệt quệ. Với sự hỗ trợ của các nhà ngoại giao người Sachsen, các cuộc đàm phán hòa bình giữa Vương quốc Phổ và Đế quốc Áo đã diễn ra tại lâu đài Hubertusburg của xứ Sachsen. Qua những cuộc tranh luận, Đại Đế Friedrich II giữ vững được toàn bộ những vùng đất mà ông đã chiếm được trong cuộc Chiến tranh Kế vị Áo. Vào ngày 15 tháng 2 năm 1763, cuộc chiến tranh Bảy năm kết thúc: Trong suốt bảy năm qua, Quân đội Phổ đã chiến đấu chống liên quân ba liệt cường quân sự Nga - Áo - Pháp và giữ vững đất nước, giờ đây tất cả mọi quốc gia đều kiệt quệ: sự cương quyết, lòng dũng cảm và tài năng của Đại Đế Friedrich II cuối cùng đã mang lại danh dự và chiến thắng cho ông. Nước Phổ hoàn toàn trở thành một liệt cường. Vào ngày 30 tháng 3 năm 1763, Đại Đế Friedrich II khải hoàn trở về kinh đô Berlin. Tuy toàn thắng nhưng ông không tham dự bất kỳ một lễ mừng chiến thắng nào cả.

## Hậu quả
Theo ước tính của vua Phổ là Friedrich II Đại Đế:
- Tuy Quân đội Nga chỉ tham gia bốn trận đánh lớn, họ mất đến 120.000 binh sĩ.
- Tuy Quân đội Phổ tham gia đến 16 trận đánh lớn, họ chỉ mất khoảng 180.000 binh sĩ.
- Trong khi Quân đội Áo tham gia đến 10 trận đánh lớn, họ chỉ mất khoảng 140.000 binh sĩ.

Vua Friedrich II Đại Đế chỉ cho rằng, ông chiến thắng chỉ là do liên quân chống Phổ thiếu tinh thần, những mưu kế thiển cận của quân Áo - vốn luôn giao cho đồng minh của họ mọi trách nhiệm, và cái chết của Nữ hoàng Nga Elizaveta Petrovna - sự kiện dẫn tới sự tan rã của liên quân chống Phổ. Tuy nhiên, lòng quả cảm, kiên cường, bền chí và thiên tài của vua Friedrich II Đại Đế đã giúp cho Quân đội Phổ ít ỏi vẫn vững bền sau những trận bại, và thông qua những trận thắng vốn gây tổn hại hơn hẳn những trận bại, cứu vãn được Vương quốc Phổ nhỏ bé. Do những giáo sĩ Công giáo đã làm phản trong suốt những năm chinh chiến, ông xóa bỏ chính sách buộc các tín đồ Kháng Cách phải nộp thuế cho Giáo hội Công giáo tại tỉnh Silesia, làm mất uy thế của Giáo hội Công giáo. Tuy nhiên, Triều đình Phổ vẫn đối xử tốt đẹp với các tín đồ Công giáo hơn cả so với các Triều đình Kháng Cách khác.

## Các trận đánh
- Trận đánh Minorca: 20 tháng 5 năm 1756
- Trận đánh Lobositz: 1 tháng 10 năm 1756
- Trận đánh Reichenberg: 21 tháng 4 năm 1757
- Trận đánh Prague: 6 tháng 5 năm 1757
- Trận đánh Kolín: 18 tháng 6 năm 1757
- Trận đánh Plassey: 23 tháng 6 năm 1757
- Trận đánh Hastenbeck: 26 tháng 7 năm 1757
- Trận đánh Pháo đài William Henry: 3 tháng 8 – 8 tháng 8 năm 1757
- Trận đánh Gross-Jägersdorf: 30 tháng 8 năm 1757
- Trận đánh Moys: 7 tháng 9 năm 1757
- Trận đánh Rossbach: 5 tháng 11 năm 1757
- Trận đánh Breslau: 22 tháng 11 năm 1757
- Trận đánh Leuthen: 5 tháng 12 năm 1757
- Trận đánh Cuddalore: 29 tháng 4 năm 1758
- Trận đánh Domstadtl: 30 tháng 6 năm 1758
- Trận đánh Carillon: 7 tháng 7 – 8 tháng 7 năm 1758
- Trận đánh Negapatam: 3 tháng 8 năm 1758
- Trận đánh Zorndorf: 25 tháng 8 năm 1758
- Trận đánh Hochkirk: 14 tháng 8 năm 1758
- Trận đánh Bergen: 13 tháng 4 năm 1759
- Trận đánh Kay: 23 tháng 7 năm 1759
- Trận đánh Minden: 1 tháng 8 năm 1759
- Trận đánh Kunersdorf: 12 tháng 8 năm 1759
- Trận đánh Lagos: 19 tháng 8 năm 1759
- Trận đánh Pondicherry: 10 tháng 9 năm 1759
- Trận đánh Québec, cũng được gọi Trận đánh Đồng bằng Abraham: 13 tháng 9 năm 1759
- Trận đánh Hoyerswerda: 25 tháng 9 năm 1759
- Trận đánh Vịnh Quiberon: 20 tháng 11 năm 1759
- Trận đánh Maxen: 21 tháng 11 năm 1759
- Trận đánh Meissen: 4 tháng 12 năm 1759
- Trận đánh Landshut: 23 tháng 6 năm 1760
- Trận đánh Warburg: 1 tháng 8 năm 1760
- Trận đánh Liegnitz: 15 tháng 8 năm 1760
- Trận đánh Torgau: 3 tháng 11 năm 1760
- Trận đánh Villinghausen: 15 tháng 7 – 16 tháng 7 năm 1761
- Trận đánh Burkersdorf: 21 tháng 7 năm 1762
- Trận đánh Lutterberg lần thứ 2: 23 tháng 7 năm 1762
- Trận đánh Manila: 24 tháng 9 năm 1762
- Trận đánh Freiberg: 29 tháng 10 năm 1762